# 5. tisućljeće pr. Kr.
◄ | 6. tisućljeće pr. Kr. | 5. tisucljeće pr. Kr. | 4. tisućljeće pr. Kr. | ►
50. stoljeće pr. Kr. | 49. stoljeće pr. Kr. | 48. stoljeće pr. Kr. | 47. stoljeće pr. Kr. | 46. stoljeće pr. Kr. | 45. stoljeće pr. Kr. | 44. stoljeće pr. Kr. | 43. stoljeće pr. Kr. | 42. stoljeće pr. Kr. | 41. stoljeće pr. Kr.
5. tisućljeće pr. Kr. je je razdoblje od 5000. pr. Kr. do 4001. pr. Kr..

## Glavni događaji i razvoji
- oko 4500. pr. Kr. - pojava danilske kulture.

## Vanjske poveznice
|  | Zajednički poslužitelj ima još gradiva o temi 5. tisućljeće pr. Kr. |